# Mühlen von Barbegal
Koordinaten: 43° 42′ 9″ N, 4° 43′ 17″ O
Die Mühlen von Barbegal sind die Ruine einer römischen Wassermühle mit 16 Mahlwerken und eine archäologische Fundstelle in Südfrankreich. Die Anlage wurde im 2. Jahrhundert n. Chr. errichtet.

## Geografische Lage
Die Anlage befindet sich 2,5 Kilometer südöstlich von Fontvieille, nahe der Ortschaft Grand Barbegal in der Nähe der südfranzösischen Stadt Arles, im Département Bouches-du-Rhône, an einem natürlichen Abhang der Alpillen mit einem ca. 30%igen Gefälle. Das Gefälle des den Hang hinunter fließenden Wassers wurde genutzt, um die Mühlen zu betreiben.

## Beschreibung

### Wasser
Die Mühlenanlage wurde im 2. Jahrhundert n. Chr. errichtet und war bis Anfang des 3. Jahrhunderts in Betrieb. Der Mühle wurde das Wasser über ein Aquädukt zugeleitet, das auch die Stadt Arles mit Wasser versorgte. Das Aquädukt, als Ruine ebenfalls erhalten, teilte sich unmittelbar vor der Hangkante. Die Leitung nach Arles bog in einem Winkel von etwa 90° ab und verlief hier mit leichtem Gefälle weiter zur Stadt. Der zweite Leitungsstrang führte dagegen über die Hangkante in die Mühle. Nachdem das Wasser die Mühle durchlaufen hatte, floss es in einen im Tal gelegenen Sumpf.

### Mahlwerke
Die Mühle bestand aus 16 einzelnen Mühlwerken, die je ein Mahlwerk betrieben. Sie waren in zwei parallelen Achterreihen am Abhang hintereinander angeordnet. Das Wasser trieb die Mühlräder an. Die Drehbewegungen wurden durch hölzerne Wellen auf die Mahlwerke übertragen. Diese waren zwischen den beiden außen liegenden Reihen der Mühlräder angeordnet. Sie sind das erste bekannte Beispiel für senkrecht drehende Mahlwerke überhaupt. Ein weiteres, oben im Kanal eingebautes Wasserrad betrieb einen Seilzug, der die Getreidesäcke über eine Rampe nach oben zu den einzelnen Mahlwerken zog. Untergebracht war die Anlage in einem etwa 61 m langen und 20 m breiten Gebäude. Das Betriebsgelände war von einer Mauer eingefasst, von deren talseitigem Teil noch Reste erhalten sind.
Die Tagesproduktion der Mühle wird auf etwa 4,5 Tonnen Mehl geschätzt, was als ausreichend für Arles angesehen wird, das damals etwa 12.500 Einwohner zählte. Neuere Forschung geht von einer Tagesproduktion von bis zu 25 Tonnen Mehl aus, das möglicherweise eher zur Produktion von Schiffszwieback verwendet wurde. Auf Grundlage von Isotopenuntersuchungen von Kalkablagerungen ließ sich zudem nachweisen, dass die Mühlen im Spätsommer und Herbst ihre Arbeit einstellten. Dies würde zum jahreszeitlich bedingten Nachfragerückgang der Schifffahrt passen.

## Bedeutung

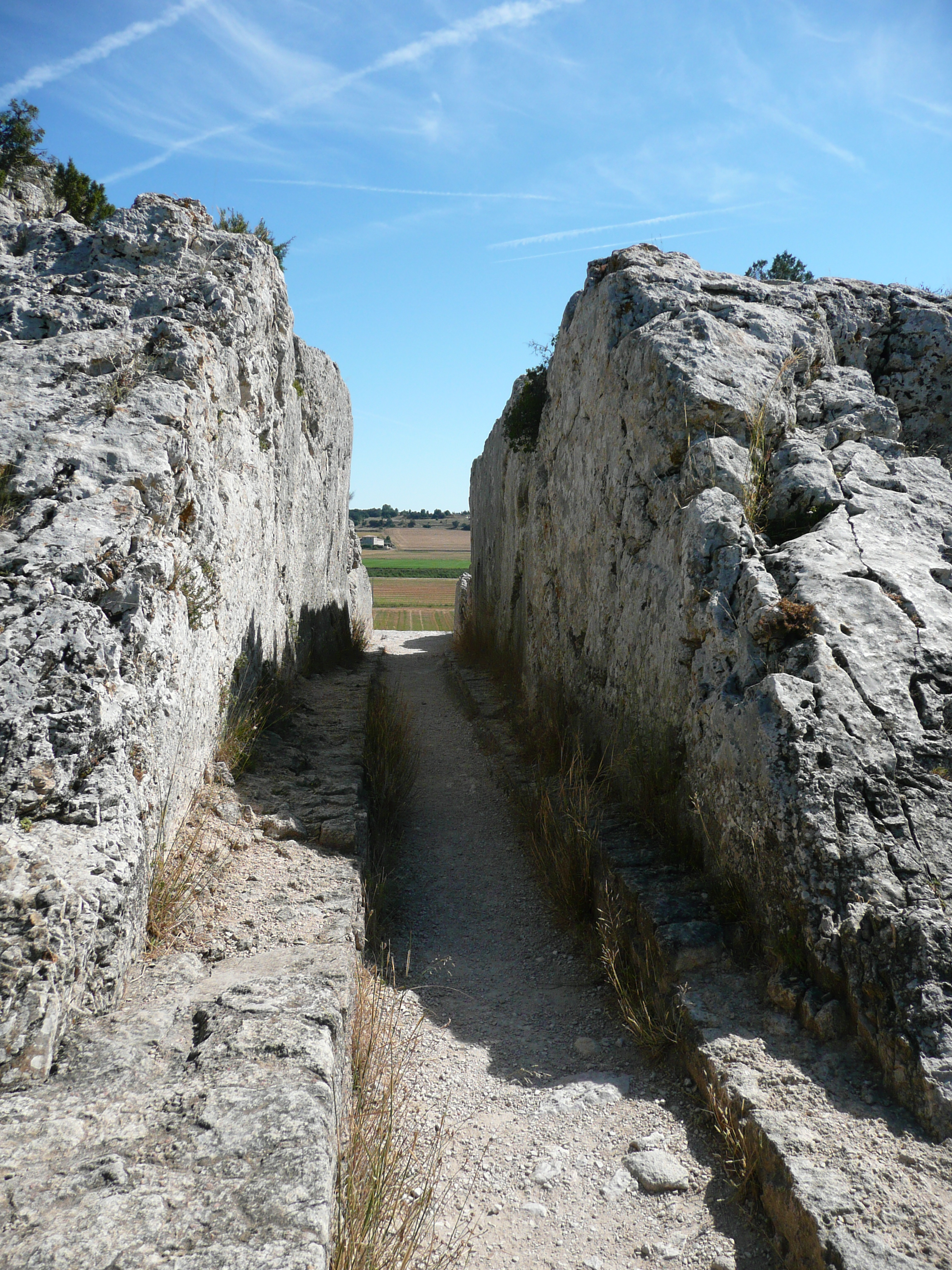
Durchstich des östlichen Aquäduktstrangs durch die Hangkante zu der Mühle von Barbegal

Die Anlage gilt als die „besterhalten[e] […] der römischen Welt“. Sie wurde in den Jahren von 1937 bis 1939 ausgegraben. Als hoch aufwändige technische Einrichtung der Antike gilt sie als Beleg für den Niedergang der Sklavenwirtschaft und den dadurch rentabel gewordenen Einsatz von Maschinen.
Die Ruinen der Mühle und auch die des Aquädukts sind frei zugänglich. Vor Ort gibt es keine Informationen. Museal aufbereitet ist die Anlage in der Ausstellung des Musée départemental Arles antique in Arles.